# Élections cantonales de 1901 en Guadeloupe
Les élections cantonales ont eu lieu pour le premier tour le 29 septembre et pour le second tour le 6 octobre dans la colonie de la Guadeloupe.
Ce conseil général colonial dispose de plus de compétences qu'un conseil général de métropole.

## Mode de scrutin
Les trente-six conseillers généraux de la colonie de la Guadeloupe sont élus au suffrage universel masculin, dans le cadre de onze cantons. Ils sont renouvelés par moitié tous les trois ans.
Le mode d'élection choisit est le scrutin majoritaire plurinominal à deux tours :
- au premier il faut obtenir la majorité des voix plus une et au moins un quart du votes des inscrits sur les listes électorales ;
- au second tour (ballottage) le (ou les) candidat(s) avec le plus de voix est élu.

### Nombre de conseillers
- À la suite du décret du 7 novembre 1879[1], le conseil général passe de 24 à 36 membres ;
- la circonscription d'élection reste le canton, les trente-six sièges étant répartis proportionnellement à la population des cantons.

| Pointe-à-Pitre | 8      |  |  |
| Le Moule       | 4      |  |  |
| Marie-Galante  | 3 ( 1) |  |  |
| Saint-François | 1      |  |  |
| Saint-Martin   | 1      |  |  |
|                |        |  |  |
| Total          | 17     |  |  |

## Arrondissement de Basse-Terre

### Canton de Marie-Galante
- Trois conseillers sont à élire, soit un de moins qu'en 1895.

| Candidats | Candidats          | Étiquette | Premier tour | Premier tour |
| Candidats | Candidats          | Étiquette | Voix         | %            |
| --------- | ------------------ | --------- | ------------ | ------------ |
|           | Hubert Rousseau *  | Radical   | 1 028        | 57,14        |
|           | Abel Ariste *      | Radical   | 1 028        | 57,03        |
|           | Mésance Bambuck *  | Radical   | 1 024        | 56,92        |
|           | Octave Garel       |           | 773          | 42,97        |
|           | Paul Boulogne      |           | 773          | 42,97        |
|           | Michel Sanctussy * | Radical   | 772          | 42,92        |
|           |                    |           |              |              |
| Inscrits  | Inscrits           | Inscrits  | 3 335        | 100,00       |
| Votants   | Votants            | Votants   | 1 799        | 53,94        |
| Exprimés  |                    |           |              |              |

*sortant

### Canton de Saint-Martin
- Un conseiller est à élire.

| Candidats | Candidats               | Étiquette     | Premier tour | Premier tour |
| Candidats | Candidats               | Étiquette     | Voix         | %            |
| --------- | ----------------------- | ------------- | ------------ | ------------ |
|           | Alexandre Beauperthuy * | Réactionnaire | 267          | 90,20        |
|           | Henri Saint-Auret       |               | 22           | 7,43         |
|           |                         |               |              |              |
| Inscrits  | Inscrits                | Inscrits      | 502          | 100,00       |
| Votants   | Votants                 | Votants       | 296          | 58,96        |
| Exprimés  |                         |               |              |              |

*sortant

## Arrondissement de Pointe-à-Pitre

### Canton de Pointe-à-Pitre
- Huit conseillers sont à élire.

| Candidats | Candidats             | Étiquette         | Premier tour | Premier tour | Ballotage | Ballotage |
| Candidats | Candidats             | Étiquette         | Voix         | %            | Voix      | %         |
| --------- | --------------------- | ----------------- | ------------ | ------------ | --------- | --------- |
|           | Pierre Labrousse      | Radical isaaciste |              |              | 2 732     | 52,16     |
|           | Léonce Léo *          | Radical isaaciste |              |              | 2 725     | 52,02     |
|           | Achille René-Boisneuf | Radical isaaciste |              |              | 2 725     | 52,02     |
|           | Raphaël Wachter       | Radical isaaciste |              |              | 2 720     | 51,93     |
|           | Monastier             | Radical isaaciste |              |              | 2 712     | 51,78     |
|           | Jacquet               | Radical isaaciste |              |              | 2 707     | 51,68     |
|           | Régis Deumié *        | Radical isaaciste |              |              | 2 702     | 51,59     |
|           | Armand David *        | Radical isaaciste |              |              | 2 702     | 51,59     |
|           | Céran Tharthan        | Socialiste        |              |              | 2 402     | 45,86     |
|           | Hégésippe Légitimus   | Socialiste        |              |              | 2 399     | 45,80     |
|           | Gaston Ballet         | Socialiste        |              |              | 2 395     | 45,72     |
|           | Grandile              | Socialiste        |              |              | 2 392     | 45,66     |
|           | O. Blanche            | Socialiste        |              |              | 2 392     | 45,66     |
|           | Laventure             | Socialiste        |              |              | 2 390     | 45,63     |
|           | Nicolas Garbin        | Socialiste        |              |              | 2 389     | 45,61     |
|           | Pierre Adraste        | Socialiste        |              |              | 2 384     | 45,51     |
|           |                       |                   |              |              |           |           |
| Inscrits  | Inscrits              | Inscrits          |              | 100,00       | 9 576     | 100,00    |
| Votants   | Votants               | Votants           |              |              | 5 238     | 54,70     |
| Exprimés  |                       |                   |              |              |           |           |

*sortant

### Canton du Moule
- Quatre conseillers sont à élire.
- La liste de Charles Bance est élue, mais les résultats sont manquants.
- Ces élections seront annulées en décembre par le conseil du contentieux[3].

| Candidats | Candidats | Étiquette | Premier tour | Premier tour |
| Candidats | Candidats | Étiquette | Voix         | %            |
| --------- | --------- | --------- | ------------ | ------------ |
|           |           |           |              |              |
|           |           |           |              |              |
| Inscrits  | Inscrits  | Inscrits  |              | 100,00       |
| Votants   | Votants   | Votants   |              | '            |
| Exprimés  |           |           |              |              |

*sortant

### Canton de Saint-François
- Un seul conseiller est à élire.

| Candidats | Candidats        | Étiquette     | Premier tour | Premier tour |
| Candidats | Candidats        | Étiquette     | Voix         | %            |
| --------- | ---------------- | ------------- | ------------ | ------------ |
|           | Ernest Souques * | Réactionnaire | 343          | 79,22        |
|           | Alcide Féraud    |               | 72           | 16,63        |
|           |                  |               |              |              |
| Inscrits  | Inscrits         | Inscrits      | 1 332        | 100,00       |
| Votants   | Votants          | Votants       | 433          | 32,51        |
| Exprimés  |                  |               |              |              |

*sortant

### Sources
- Bibliothèque de l'Université de Floride : https://ufdc.ufl.edu/fr
- Journal officiel de la Guadeloupe.
- Le Progrès[4] (Guadeloupe).
- Le Courrier de la Guadeloupe[5].